# El Mallol (la Vall d'en Bas)

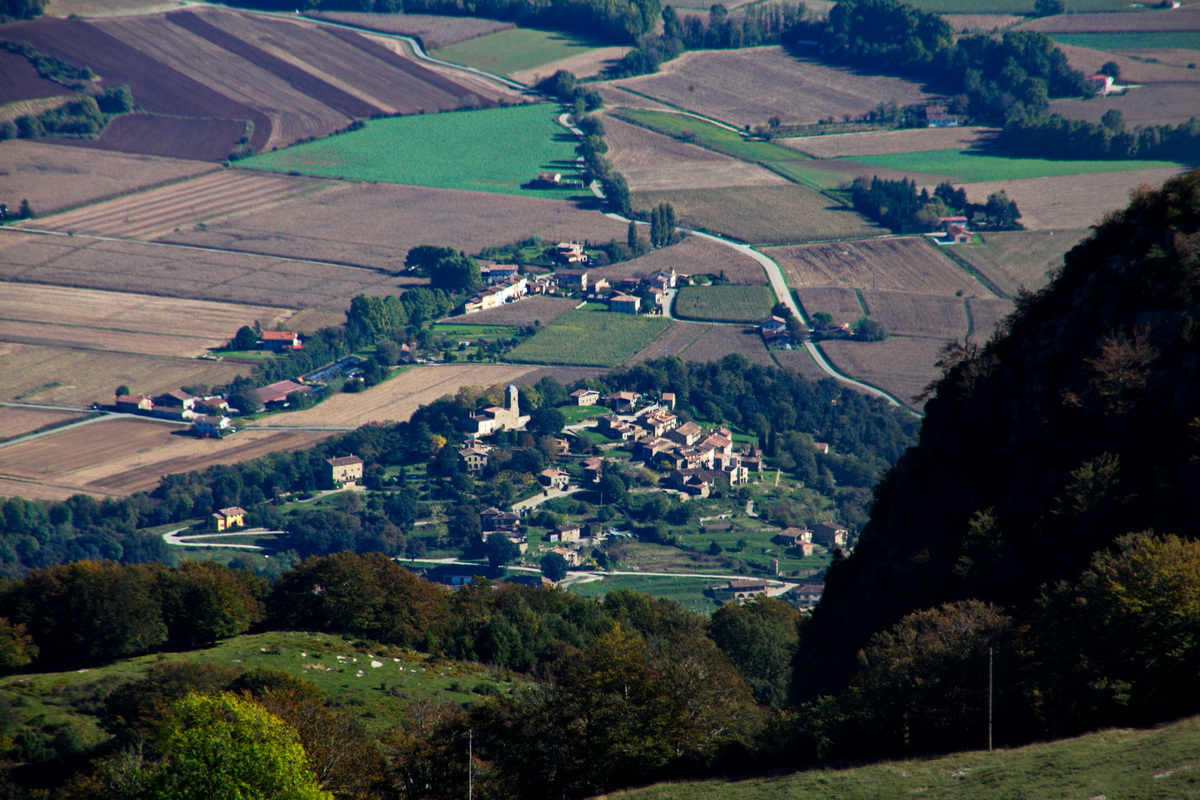
Vista des del Puig dels Llops

El Mallol és una vila que forma part del municipi garrotxí de la Vall d'en Bas. L'any 2005 tenia 571 habitants. És la capital històrica del municipi. És un conjunt declarat bé cultural d'interès nacional

## Descripció
El nucli del Mallol està situat en els vessants d'un turó, de 507m d'altitud, que se situa a l'esquena del Gurn, prop del seu aiguabarreig amb el Fluvià, a la Vall d'en Bas. A la part alta del turó trobem les ruïnes de l'antic castell del Mallol. Presideix el nucli l'església de Sant Bartomeu, bastida al segle xviii en el mateix emplaçament que ocupava l'antiga capella medieval de Sant Just. A banda de l'església, destaquen la presó o Casa del Veguer i la Casa del Notari.
El recinte del nucli històric ressegueix, en part, el traçat de la muralla exterior, de la qual es conserva algun llenç i part del portal d'accés. Es manté el traçat original dels carrers i la tipologia edificatòria dels segles XIII a XVIII, amb els seus elements característics: balcons protegits per barbacanes de fusta, emmarcaments de carreus i llindes, voltes de canó i sostres de fusta a l'interior, escales de pedra a la planta baixa i de fusta als altres pisos. Predomina el ple sobre el buit a les façanes, que tradicionalment eren arrebossades amb morter de calç.
Les característiques constructives de les edificacions són les de l'arquitectura popular, amb materials propis del lloc: pedra, calç, fusta i ceràmica. Les llindes que es conserven a diferents cases estan datades el 1609, 1623 i el 1700. En el conjunt i el seu entorn destaquen les pallisses o cabanyes, construccions auxiliars que tenen especial rellevància en aquest àmbit geogràfic.

## Història

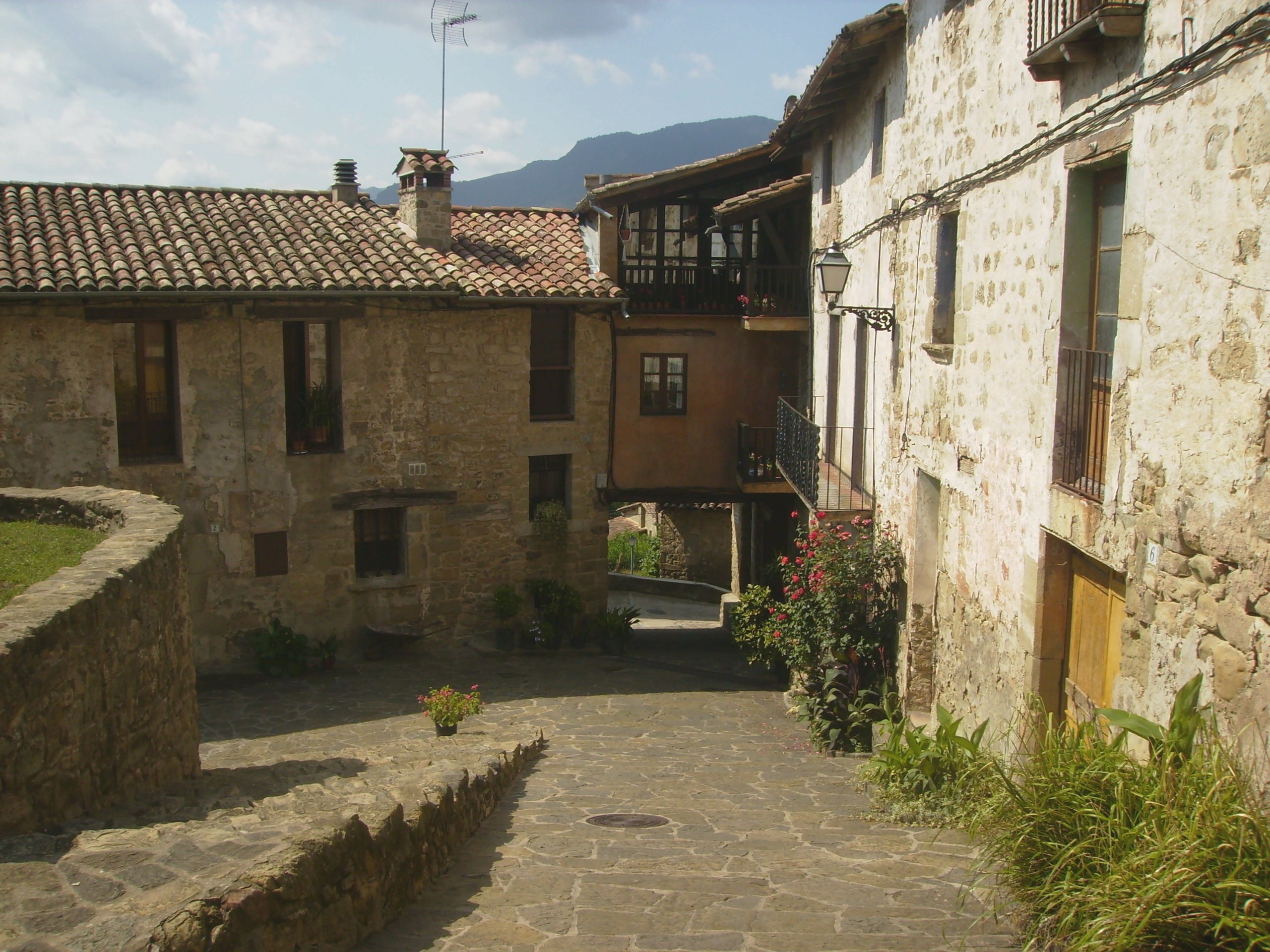
Una vista de la vila

El puig del Mallol en el passat havia estat un illot rocós que sortia del llac que ocupava l'actual vall. El recinte de la vila segueix el traçat de la muralla exterior, al voltant de la qual passa l'antic "camí dels assotats", on eren passats a escarni públic i pena d'assots els delinqüents. D'origen medieval, fou el centre de l'administració vescomtal. La seva privilegiada situació estratègica feu que fos escollit com a residència dels vescomtes de Bas, els quals hi edificaren el seu castell-palau.
El nom de Mallol apareix per primera vegada l'any 1176, en el testament sacramental del Vescomte Udalard. L'any 1247, Simó de Palau, Vescomte de Bas, reconeix tenir, per al rei Jaume II, el castell del Mallol. La propietat del castell va passar a la Corona amb altres béns en ésser executat en Bernat II de Cabrera per Pere el Cerimoniós l'any 1364. Aquests béns foren retornats en heretat a Bernat IV de Cabrera l'any 1381.
Al segle xiv la vila del Mallol estava emmurallada i presentava una vitalitat excepcional, amb el castell, que també serví de presó, la vegueria, la notaria i la cúria del vescomtat. El 1377 el rei Pere el Cerimoniós concedí el privilegi al lloc del Mallol de la celebració d'una fira anual, que durava vuit dies des de la festivitat de Sant Nicolau (6 de desembre). Aquesta fira es va celebrar fins a l'inici del segle XX i, actualment, s'ha recuperat (6 i 7 de desembre).
El terratrèmol del 15 de maig de 1427 va destruir el nucli, fet agreujat pel terratrèmol de l'any següent. Es va haver de reconstruir el castell i la capella de Sant Just es va edificar a la plaça. Les muralles no foren reconstruïdes i les seves restes es van utilitzar com a matèria primera en la reconstrucció dels edificis. Per aquest motiu, es conserven grans carreus de pedra en la base i en les cantoneres de moltes cases humils. Entre el 1528 i el 1530 la pesta va causar molts morts.
El castell i la capella foren destruïts l'any 1658, quan les tropes franceses que ocupaven la fortalesa varen ser obligades a rendir-se pels miquelets, durant la Guerra dels Segadors. Durant el segle xvii el Mallol continuava essent el centre de la vida política del vescomtat. Com tot el camp català, el Mallol experimentà un gran creixement demogràfic. Dona idea de la seva importància el fet que per la seva notaria varen passar-hi més de 38 notaris.
L'any 2001 el Mallol tenia 449 habitants i l'any 2005 de 571 habitants. La població és principalment disseminada. La restauració del Mallol, a finals del segle xx, estava en mans del Sr. Coll Alentorn.